# Hannelly Quintero
Hannelly Quintero, de son nom complet, Hannelly Zulami Quintero Ledezma, née le 22 novembre 1985 à Ocumare del Tuy, est une animatrice de télévision et mannequin vénézuélienne.
Elle a été élue Miss Venezuela Monde 2007 et Miss Intercontinental 2009.

## Biographie

### Élection Miss Venezuela 2007
Élue successivement Miss Cojedes 2007, Hannelly Quintero reçoit le titre de Miss Venezuela Monde 2007 le 13 septembre 2007 au Polyèdre de Caracas lors de l'élection de Miss Venezuela 2007. Deux prix lui sont attribués au cours de son élection, Miss Beauté et Miss Photogénique. Elle représentait l'état de Cojedes. La même soirée, Dayana Mendoza fut élue Miss Venezuela Univers 2007 tandis que Dayana Colmenares fut élue Miss Venezuela International 2007.
Elle représente le Venezuela au concours Reina Hispanoamericana 2007 à Santa Cruz de la Sierra, en Bolivie où elle se place dans le top 8. 
Le 13 décembre 2008, elle représente de nouveau son pays au concours Miss Monde 2008 où elle se classe dans le top 15. Le titre de Miss World Amériques 2008 lui est décerné par l'organisation Miss Monde. Elle est la dixième vénézuélienne à recevoir ce titre.

#### Parcours
- Señorita Ocumare 2002.
- Teen Model Venezuela 2005.
- Miss Cojedes 2007.
- Miss Venezuela Monde 2007.
- Top 15 au concours Miss Monde 2008 à Johannesburg, en Afrique du Sud.
- Top 8 au concours Reina Hispanoamericana 2007 à Santa Cruz de la Sierra, en Bolivie.
- Miss Intercontinental 2009 à Minsk, en Biélorussie.

### Élection Miss Intercontinental 2009
Hannelly Quintero est élue Miss Intercontinental 2009 le 27 septembre 2009 au Football Arena de Minsk, en Biélorussie à l'âge de 22 ans. Elle succède à la colombienne, Cristina Camargo. Le titre de Miss Amérique du Sud Intercontinental lui est également attribué. Elle devient la quatrième vénézuélienne à remporter le titre de Miss Intercontinental depuis la victoire de Emmarys Pinto en 2005. 
Lors de l'élection, la demi-finale fut largement dominé par les nord-américaines.